# San Sebastián Salitrillo
San Sebastián Salitrillo è un comune del dipartimento di Santa Ana, in El Salvador.

## Storia
San Sebastián Salitrillo fu fondata il 1º marzo 1885.